# أسول المركز (شرفاء أسول)
أسول المركز هو دُوَّار يقع بجماعة أسول، إقليم تنغير، جهة درعة تافيلالت في المملكة المغربية. ينتمي الدوّار لمشيخة شرفاء أسول التي تضم 3 دواوير. يقدر عدد سكانه بـ 593 نسمة حسب الإحصاء الرسمي للسكان والسكنى لسنة 2004.

## روابط خارجية
- البوابة الوطنية للجماعات الترابية
- المندوبية السامية للتخطيط